# سياحة بديلة

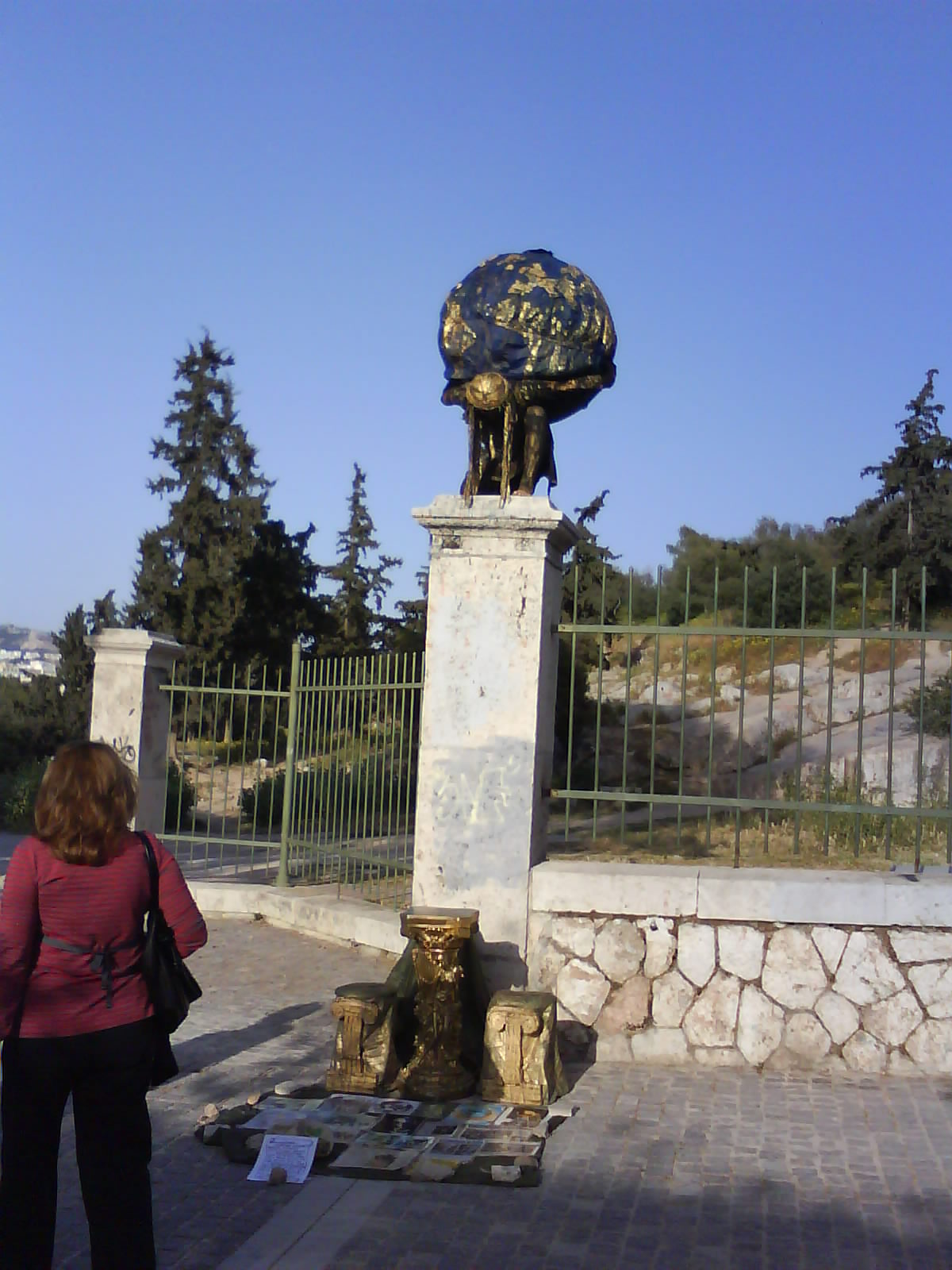

السياحة البديلة (بالإنجليزية: Alternative tourism)‏، هي السياحة التي تجمع بين المنتجات السياحية والخدمات السياحية الفردية، والتي تختلف عن السياحة الجماعية بالتمويل والتنظيم والموارد البشرية المعنية. 
في جوهرها، تُعتبر أنشطة سياحية أو تنموية التي ينظر إليها على أنها غير تقليدية. غالباً ما تقدم كمقابل وبديل للسياحة الجماعية التي تنشط على نطاق واسع. وتقدم السياحة البديلة أيضا تحت اسم "النموذج المثالي"، وهو نموذج محسن للتنمية السياحية يعمل على إصلاح علل السياحة الجماعية التقليدية.